# Trinacria (Marte)
Trinacria  è una caratteristica di albedo della superficie di Marte.